# Labes
Labes (plurale labēs) è un termine latino che indica un forte scoscendimento del terreno. È utilizzato nel campo dell'esogeologia per designare regioni sconnesse e caratterizzate da forti variazioni nel livello del terreno presenti sul suolo di altri corpi celesti. Simili formazioni sono state individuate solamente su Marte, nella regione delle Valles Marineris, su Cerere e su 21 Lutetia.

## Labes
Labēs su Marte
- Baetis Labēs
- Candor Labes
- Ceti Labes
- Coprates Labes
- Ius Labes
- Melas Labes
- Ophir Labes

Labēs su Cerere
- Dankdag Labes
- Onam Labes
- Sukkot Labes

Labēs su 21 Lutetia
- Danuvius Labes
- Gallicum Labes
- Sarnus Labes